# Чон, Элки
Элки Чон Тинъянь (иер. 莊錠欣, ютпх. Zong Ding Yan, кит.-рус. Чжуан Динсинь; англ. Elkie Chong Ting-Yan; род. 2 ноября 1998 года) — гонконгская певица, актриса и модель. Ранее она была детской-актрисой на TVB в Гонконге и снялась в нескольких телевизионных дорамах. Бывшая участница южнокорейской гёрл-группы CLC

## Биография

### Ранняя жизнь
Чон Тинъянь родилась 2 ноября 1998 года в Гонконге, Китай. Она училась в средней школе Carmel Pak U Secondary School.
Чон была популярной подростковой звездой в Гонконге, будучи бывшей участницей гонконгской гёрл-группы Honey Bees, а также ребёнком-актрисой на TVB, которая снялась почти в 20 драмах.

### 2016—2019: Дебют в CLC и сольная деятельность

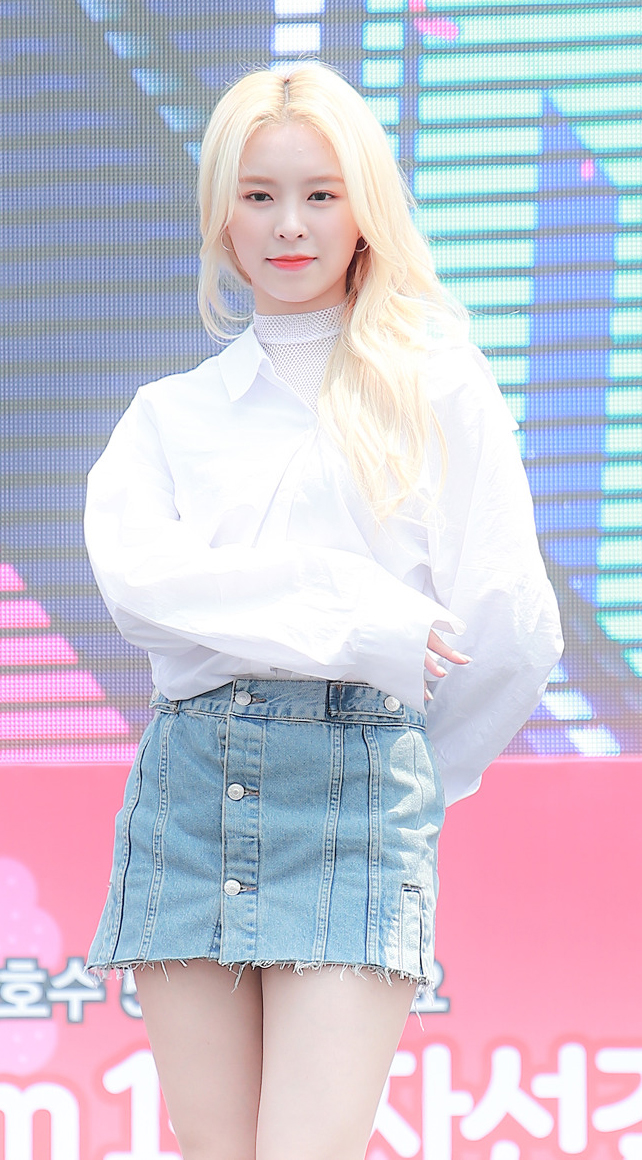
Элки в июне 2017 года

В феврале 2016 года Элки была представлена в качестве новой участницы южнокорейской гёрл-группы CLC вместе с Квон Ын-Бин. Она официально дебютировала в Корее 29 февраля с выпуском третьего мини-альбома CLC, Refresh и впервые выступила с группой в 463-м эпизоде M Countdown  с «High Heels».
В марте 2018 года было объявлено что Элки дебютирует K-дораме, в Rich Family’s Son в роли Монг Монг, китайской студентке по обмену. 23 ноября дебютировала с цифровым синглом «I dream» 23 ноября 2018 года.
В 2019 году Элки получила роль в китайской дораме «Маленькая вещь, называемая первой любовью» в роли Ян Ман Лин.

### 2020-н.в: Расторжение контракта с Cube
25 декабря 2020 года Элки отправила Cube Entertainment официальное уведомление о расторжении её контракта.
3 февраля 2021 года Cube Entertainment подтвердили уход Элки из CLC, и её контракт с компанией был расторгнут.

## Дискография

### Синглы
| Название                                                                             | Год  | Пиковые позиции | Пиковые позиции | Продажи | Альбом                  |
| Название                                                                             | Год  | KOR Gaon        | US World        | Продажи | Альбом                  |
| ------------------------------------------------------------------------------------ | ---- | --------------- | --------------- | ------- | ----------------------- |
| «I Dream»                                                                            | 2018 | —               | —               | N/A     | Сингл вне альбома       |
| Саундтреки                                                                           |      |                 |                 |         |                         |
| «After the Play is Over» (вместе с Ли Чанбином и Ли Минхёком)                        | 2016 | —               | —               | N/A     | After the Play Ends OST |
| "—" обозначает песни, которые не попали в чарты или не были выпущены в этом регионе. |      |                 |                 |         |                         |

## Фильмография
| Год  | Название                         | Роль         | Телеканал |
| ---- | -------------------------------- | ------------ | --------- |
| 2009 | Born Rich                        | Кики         | TVB       |
| 2010 | The Comeback Clan                | Кей          | TVB       |
| 2010 | Suspects in Love                 | Чен Си Ман   | TVB       |
| 2010 | Can’t Buy Me Love                | Ким Кики     | TVB       |
| 2010 | No Regrets                       | Чан Мей Тин  | TVB       |
| 2011 | My Sister of Eternal Flower      |              | TVB       |
| 2011 | Ghetto Justice                   |              | TVB       |
| 2011 | Men with No Shadows              | Той Ян       | TVB       |
| 2012 | Three Kingdoms RPG               |              | TVB       |
| 2012 | Highs and Lows                   | Фон Тин Вай  | TVB       |
| 2012 | Friendly Fire                    | Лук Яу Йи    | TVB       |
| 2012 | Queens of Diamonds and Hearts    |              | TVB       |
| 2012 | Tiger Cubs                       | Грейс        | TVB       |
| 2013 | A Change of Heart                | Тон Син Хан  | TVB       |
| 2013 | A Great Way to Care ll           |              | TVB       |
| 2013 | Sniper Standoff                  | Вон Ёк Лин   | TVB       |
| 2013 | The Hippocratic Crush II         | Яннис Суен   | TVB       |
| 2014 | Come Home Love                   | Лин Лэй      | TVB       |
| 2014 | Storm in a Cocoon                | Пун Хау Йи   | TVB       |
| 2014 | Come On, Cousin                  | Цай Цзин Мэн | TVB       |
| 2014 | Tomorrow Is Another Day          | Чун Йи Сум   | TVB       |
| 2014 | Officer Geomancer                | Шек Киу      | TVB       |
| 2015 | The Menu                         | Мэллори Мак  | HKTV      |
| 2015 | Wudang Rules                     | Ву Сэй Муи   | TVB       |
| 2015 | Smooth Talker                    | Лам А Луи    | TVB       |
| 2015 | Captain of Destiny               | Вонг Тай Нуи | TVB       |
| 2015 | Elite Brigade III                | Ли Чин       | RTHK      |
| 2016 | Love as a Predatory Affair       | Студентка    | TVB       |
| 2018 | Rich Family’s Son                | Ван Мон Мон  | MBC       |
| 2019 | A Little Thing Called First Love | Ян Ман Лин   | Hunan TV  |